# The National (телепрограма)
The National (офіційна назва CBC News: The National) — канадська національна телевізійна програма новин, яка є головною програмою для англомовного відділу новин CBC News від Canadian Broadcasting Corporation і виходить у різних форматах з 1954 року. Вона повідомляє про головні канадські та міжнародні новини, які транслюються на телевізійних станціях CBC по всій країні з неділі по п'ятницю о 22:00 за місцевим часом (22:30 вечора NT).
Програма також транслюється на CBC News Network. У будні дні початкова версія, яка транслюється в прямому ефірі в Атлантичній Канаді на головній мережі, одночасно транслюється на CBC News Network о 21:00 ET, з кількома повторними трансляціями протягом ночі. До серпня 2005 року The National бачили в Сполучених Штатах на нині не існуючому каналі Newsworld International. Також програма продовжує час від часу виходити в ефір на американському каналі C-SPAN, коли ця мережа хоче висвітлити важливу історію канадських новин або канадський ракурс світової чи американської події.
National виходить в ефір в Австралії на SBS і доступний на SBS ON Demand.
The National та інші випуски новин CBC, у тому числі ранні вечірні місцеві випуски новин станцій, що належать і керуються CBC, транслюються на веб-сайті CBC; особи, які проживають за межами Канади, можуть не мати змоги переглядати певний вміст.
Дочірнім франкомовним випуском новин The National є Le Téléjournal, який транслюється телевізійною мережею Radio-Canada.